# Ixora malaica
Ixora malaica là một loài thực vật có hoa trong họ Thiến thảo. Loài này được Hunter ex Ridl. mô tả khoa học đầu tiên năm 1909.